# Chrysops petersi
Chrysops petersi är en tvåvingeart som beskrevs av H. Oldroyd 1957. Chrysops petersi ingår i släktet Chrysops och familjen bromsar.
Artens utbredningsområde är Tanzania. Inga underarter finns listade i Catalogue of Life.